# Irina Anatoljevna Begljakova
Irina Anatoljevna Begljakova, oroszul: Ирина Анатольевна Беглякова (1933. február 26. – Moszkva, 2018. március 19.) olimpiai ezüstérmes szovjet-orosz atléta, diszkoszvető.

## Pályafutása
Az 1954-es budapesti főiskolai világbajnokságon első helyen végzett. Három hét múlva az Európa-bajnokságon a dobogó második fokára állhatott. A szeptemberi szovjet bajnokságon negyedik lett. Az októberben rendezett London-Moszkva viadalon 48,84 méterrel érte el a szezonban a legjobb eredményét. Az 1955 novemberében rendezett szovjet bajnokságon 50,17 méterrel harmadik volt. A szovjet diszkoszvetőnők közül negyedikként érte el az 50 métert. 1956 októberében 52,71 métert dobott. Az 1956-os melbourne-i olimpián diszkoszvetésben ezüstérmet szerzett. 1957-ben az  augusztusi moszkvai nemzetközi versenyen 52,04 métert  teljesített, ami a legjobb eredménye volt az évben. A hónap végén második lett a szovjet bajnokságon. Szeptemberben megnyerte a főiskolai világbajnokságot. Az 1958-as szovjet bajnokságon 51,98 méterrel harmadik volt. Az Európa-bajnokságon negyedik helyen végzett.

## Eredményei
- Olimpiai játékok
  - ezüstérmes: 1956, Melbourne
- Európa-bajnokság
  - ezüstérmes: 1954, Bern
  - negyedik: 1958, Stockholm
- Főiskolai világbajnokság
  - aranyérmes: 1954, 1957
- Szovjet bajnokság
  - ezüstérmes: 1957
  - bronzérmes: 1955, 1956, 1958

Legjobb eredményei évenként
- 1954: 48,84 m (európai ranglista: 4.)[13]
- 1955: 50,17 m (világranglista: 3.)[14]
- 1956:
- 1957: 52,04 m (e: 4.)[15]
- 1958: 51,98 m (v: 9.)[16]